# Roberto Lagalla
Roberto Lagalla (Bari, 16 aprile 1955) è un politico italiano, sindaco di Palermo e dell'omonima città metropolitana dal 20 giugno 2022.
Medico radiologo e docente universitario, dal 2008 al 2015 ha inoltre ricoperto la carica di Rettore dell'Università di Palermo.

## Biografia
Nato il 16 aprile 1955 a Bari, all'età di due anni la famiglia si trasferisce a Palermo, città nella quale cresce e studia, conseguendo nel 1979 la laurea in medicina e chirurgia all'Università degli Studi di Palermo, specializzandosi in radiologia, diagnostica e radioterapia oncologica nel 1983.

### Carriera universitaria
Nel 1987 è assistente di radiologia nella facoltà di Medicina: diventa quindi professore ordinario all'ateneo del capoluogo siciliano, in "diagnostica per immagini e radioterapia". Nel giugno 2001, diviene direttore dell'unità operativa di Radiologia del Policlinico Universitario Paolo Giaccone.
Tra il settembre 2001 e il maggio 2006, è anche presidente del Polo universitario della Provincia di Agrigento.
È stato presidente della Società italiana di radiologia medica dal 2006 al 2008.
Viene eletto rettore dell'università di Palermo nel 2008, carica che ricopre fino al 31 ottobre 2015, quando diviene capo del dipartimento Diagnostica per immagini del Policlinico di Palermo oltre che,  dal 2016, dei Poli decentrati di Radiologia.

### Assessore regionale
Dopo le elezioni regionali in Sicilia del 2006, viene nominato assessore regionale con delega alla salute nella nuova giunta guidata dal presidente Salvatore Cuffaro, avvicinandosi all'Unione di Centro. Dopo le dimissioni del presidente della Regione, poi sostituito da Nicola Leanza, si dimette, nel febbraio 2008, per candidarsi a rettore.
Nel marzo 2017 fonda il movimento politico "Idea Sicilia", in vista delle elezioni regionali del novembre di quell'anno, movimento che si presenta in una lista unica assieme al Cantiere Popolare e al Movimento per le Autonomie denominata "Popolari e Autonomisti", a sostegno dell'ex presidente della Provincia di Catania Nello Musumeci, venendo eletto nella circoscrizione di Palermo, con 8.158 preferenze, deputato all'Assemblea Regionale Siciliana (ARS).
Dal 29 novembre 2017 è assessore regionale, con delega all'Istruzione e alla formazione professionale, nella giunta Musumeci. Nel settembre 2021, aderisce all'UdC di Lorenzo Cesa.
Il 31 marzo 2022, si dimette dall'incarico di governo al fine di candidarsi alla carica di sindaco di Palermo.

### Sindaco di Palermo
In vista delle elezioni amministrative del 2022, il 15 marzo 2022 annuncia ufficialmente la sua candidatura a sindaco di Palermo, che è stata appoggiata, a seguito di lunghe discussioni, dall'intera coalizione di centro-destra. Viene eletto al primo turno con il 47,68%, prevalendo sui candidati Franco Miceli, di centro-sinistra e 5 Stelle (29,55%) e Fabrizio Ferrandelli, di Azione e +Europa (14,2%).
Entra in carica il 20 giugno successivo, succedendo a Leoluca Orlando e diventando il quarto primo cittadino di Palermo, dopo Emanuele Paternò, Salvatore Di Marzo e Gioacchino Scaduto, con un passato da rettore dell'università cittadina.
Il 23 giugno annuncia le sue dimissioni da deputato regionale per incompatibilità con la carica di sindaco, dimissioni che diventano effettive la settimana seguente.
In merito alla crisi di governo del luglio dello stesso anno, Lagalla non partecipa all'appello dei sindaci a Mario Draghi per rimanere alla guida dell'esecutivo, sebbene abbia al contempo ribadito l'importanza di una continuità nell'azione di governo.
Il 19 luglio nomina come sua vicesindaca la deputata Carolina Varchi di Fratelli d'Italia.
A un mese dalla sua proclamazione a primo cittadino, a seguito di un travagliato dialogo con i suoi alleati politici, Lagalla ufficializza la sua giunta il 21 luglio, giorno in cui i suoi componenti giurano. 
A seguito delle dimissioni di Carolina Varchi dalla carica di vicesindaco, nomina come suo sostituto Giampiero Cannella il 19 febbraio 2024.
Nel 2025 fonda, insieme a Gianfranco Miccichè e Raffaele Lombardo, il partito Grande Sicilia - Civici Autonomisti Democratici, di ispirazione centrista e inserito nell'ambito del centro-destra a sostegno del presidente della Regione Siciliana Schifani.

## Controversie
Durante la campagna elettorale per le elezioni amministrative del 2022, alcune testate giornalistiche rendono pubblico il fatto che sua moglie, Maria Paola Ferro, è nipote di Antonio Ferro, boss di spicco di Cosa nostra, considerato il patriarca di un clan di Canicattì legato a quello dei Corleonesi. Nonostante Lagalla abbia preso le distanze dalla famiglia della moglie, la diffusione di tale notizia ha contribuito ad alimentare la controversia secondo cui egli sarebbe in qualche modo legato al mondo mafioso, già alimentata dal fatto che la sua candidatura a sindaco del capoluogo siciliano ha ricevuto il sostegno di Salvatore Cuffaro, ex presidente della Regione Siciliana condannato definitivamente per favoreggiamento personale verso persone appartenenti a Cosa nostra, per il quale Lagalla è stato assessore durante la XIV legislatura dell'ARS, nonché di Marcello Dell'Utri, ex parlamentare palermitano condannato a 7 anni di reclusione per concorso esterno in associazione mafiosa, il cui appoggio nella designazione come candidato della coalizione di centr-destra risulta essere stato determinante.
Il giorno dopo la sua proclamazione a sindaco, volendo placare le controversie relative ai suoi presunti legami con il mondo mafioso, si è recato a rendere omaggio al monumento ai caduti nella lotta alla mafia di Piazza XIII Vittime. Il gesto suscita l'apprezzamento di Maria Falcone, sorella del giudice Giovanni, che in precedenza ne aveva criticato la vicinanza a Cuffaro e a Dell'Utri.
In precedenza, aveva creato scalpore l'assenza di Lagalla in occasione della commemorazione per il trentesimo anniversario della strage di Capaci, svoltasi durante il periodo della campagna elettorale; il futuro primo cittadino palermitano ha motivato la scelta di non presenziare all'evento con la volontà di evitare ulteriori tensioni e polemiche dopo quelle scatenate dall'appoggio ricevuto da Dell'Utri e Cuffaro.